# ألبرت فيشر
ألبرت فيشر (بالألمانية: Albert Fischer) (و. 1872 – 1960 م) هو ممثل، وأستاذ جامعي، وممثل مسرحي، من ألمانيا، توفي عن عمر يناهز 88 عاماً.

## مناصب وهيئات
أدار جامعة بون.